# Club Drink
El Club Drink va ser un club poliesportiu de Barcelona creat l'any 1960.
Fundat principalment per empreses relacionades les begudes com Cacao Ram, Cerveses Damm, Coca-Cola, Faema i Automóviles Torelló, des dels seus orígens va participar en competicions de ciclisme, organitzant la Volta Internacional de Primavera i col·laborant en l'organització de la Setmana Catalana de Ciclisme, l'Escalada Ciclista a Montjuïc i en les etapes a Barcelona de la Volta ciclista a Espanya. També va tenir seccions de tennis i d'automobilisme. Després de la temporada 1962 la majoria de les nedadores de la Societat Atlètica Barcelona van ingressar a l'entitat i l'any següent van crear la secció de natació sincronitzada. Entre d'altres èxits, el club va guanyar cinc campionats d'Espanya en solo (1963, 1964, 1965, 1966, 1967), tres en duo (1963, 1964, 1965) i quatre en equips (1963, 1964, 1965, 1967). Les seves nedadores més destacades van ser Núria Llacuna, Maria Rosa Julià i María José Bilbao. L'any 1968 el club es va dissoldre i la secció de natació sincronitzada va fundar el CN Kallípolis, gràcies a l'impuls de l'entrenador Cèsar Villegas.

## Palmarès
- 4 Campionat d'Espanya de natació sincronitzada per equips: 1963, 1964, 1965, 1967